# Scoliocentra martineki
Scoliocentra martineki är en tvåvingeart som beskrevs av Papp och Woznica 1993. Scoliocentra martineki ingår i släktet Scoliocentra och familjen myllflugor.
Artens utbredningsområde är Österrike. Inga underarter finns listade i Catalogue of Life.